# 이문하 (1872년)

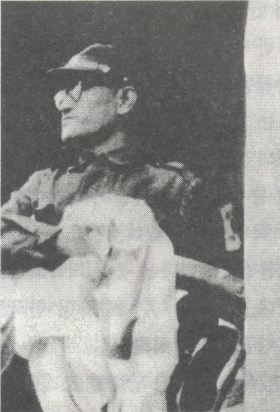
이문하 前 대한제국 혜민원 주사의 장남(長男)이기도 한 철기 이범석 前 대한민국 국무총리

이문하(李文夏, 1872년 10월 11일 ~ ?)는 대한제국과 일제강점기의 관료이다. 본관은 전주(全州), 조선 제4대 국왕인 세종대왕의 다섯째아들인 광평대군(廣平大君)의 후손으로, 그의 아버지 이인천은 형조판서 이목연의 서자였다. 자(字)는 치우(穉禹)이다.

## 생애
세종대왕의 다섯째 아들 광평대군 이여의 15대손으로, 8대 방조 이후원(李厚源)은 인조 반정의 정사공신이자 의정부 우의정을 지내고 완남부원군에 봉작되었다.
이후원의 조카이자 이문하의 7대조 이형(李迥)은 사헌부장령, 5대조 이제(李濟)는 이조참판, 증조부 이창중(李昌中)은 현감을 지냈고, 조부 이목연은 형조판서와 전라도관찰사를 역임했지만, 이문하의 아버지 이인천은 그의 첩이 낳은 서자였다. 이목연은 본처 조양진(趙良鎭)의 딸 조씨에게서 아들을 얻지 못하고 양자를 들였다. 아버지 이인천은 부사용과 학관을 지냈지만 일찍 사망했다.
할아버지 이목연이 경기도 광주에서 충청남도 목천으로 이주하여, 천안에서 살게 되었다.
그는 한학을 공부하여 1891년 음서로써 천거되어 그 후 1893년 진사시에도 합격하였고, 1895년에 우편 업무를 담당하는 하급 관리로 채용된 것을 시작으로 그 후 대한제국 시기 동안에도 관리로 근무하였다.
1895년 6월 우정국의 우체 기수보에 임관되어 공직을 시작했다. 1897년에는 판임관 6등의 농상공부 주사가 되었고, 1901년에는 혜민원 주사로 임명되었다. 1904년에 판임관 1등까지 승진하였다. 1906년에 농상공부 참서관, 1907년에 농상공부 서기관에 차례로 임명되었다.
농상공부 상공국에서 근무하다가 1910년에 한일 병합 조약이 체결되면서 조선총독부 관리가 되었다. 한일 병합 이듬해인 1911년 11월에 강원도 이천군 군수에 임명되면서 총독부 군수로 발탁되었고, 이어서 양양군 군수를 역임하였다. 이천군수로 재직하면서 강원도 지방토지조사위원회 임시위원을 겸하기도 하였다.
양양군수이던 1922년을 기준으로 종6위 훈6등에 서위되어 있었다. 일본 정부로가 쇼와 천황 즉위 기념으로 수여한 쇼와대례기념장도 받은 바 있다. 1922년 8월에 퇴관한 후에는 조선총독부 중추원 조사국 조사과 촉탁으로 1932년까지 근무하였다.
이후의 행적과 사망년월일은 미상이다.

## 가족 관계
- 할아버지 : 이목연(李穆淵, 1785년 ~ 1854년), 시호는 문정(文貞)
- 아버지 : 이인천(李寅天, 1845년 ~ 1876년)
- 부인 : 연안 이씨, 학관 이병재(李炳宰)의 딸
  - 장남 : 이범홍(李範弘) - 조졸
  - 장녀 : 이범호(李範好)
  - 첫째사위 : 이기환(李起煥)
  - 차녀 : 이범숙(李範淑)
  - 둘째사위 : 신석우(申錫雨, 1895년 ~ 1953년), 독립운동가, 호는 우창(于蒼)
  - 차남 : 이범석(李範奭), 대한민국의 전 국무 총리, 전 국방부 장관
    - 손자 : 이부흥(李副興)
    - 손자 : 이인종(李仁鍾, 1938년 ~ )
- 부인 : 김해 김씨(金海 金氏, ? ~ 1935년)
  - 삼남 : 이범혁(李範赫, 전 기업인·전 대림산업 감사
  - 자부 : 박유순(朴有順)

## 기타
그의 친척 이봉하의 무남독녀 외딸 명사 이범숙은 윤치소와 결혼, 대통령 윤보선과 흥선대원군의 증손녀사위이자 경기도지사 윤원선의 어머니가 되었다. 이문하의 아들 이범석은 윤보선, 윤치영과 왕래하며 가깝게 지냈다.
2008년 민족문제연구소가 발표한 친일인명사전 수록예정자 명단 중 관료 부문에 포함되었다.

## 참고자료
- 이문하(李文夏) - 국사편찬위원회
- 이문하(李文夏)[깨진 링크(과거 내용 찾기)]